# Pagosa Springs
La ville de Pagosa Springs est le siège du comté d'Archuleta, situé dans le Colorado, aux États-Unis. Elle tient son nom d'une source chaude.

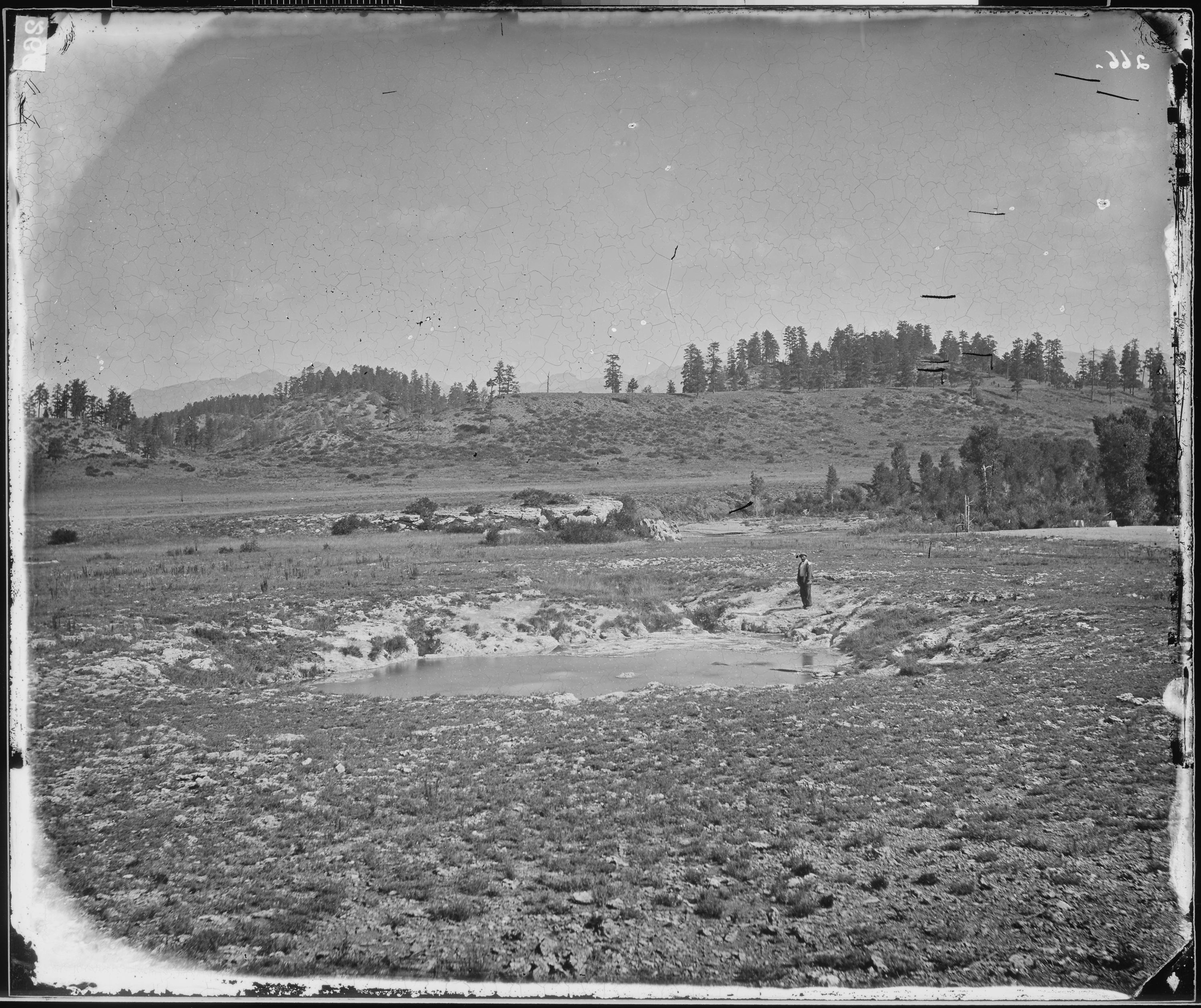
La source chaude de Pagosa Springs en 1874

Le nom de la ville vient du mot amérindien « pagosah » qui signifie « eaux guérisseuses » ou « eaux chaudes ».

## Démographie
| 1880 | 1900 | 1910 | 1920  | 1930 | 1940  |
| ---- | ---- | ---- | ----- | ---- | ----- |
| 223  | 367  | 669  | 1 032 | 804  | 1 591 |

| 1950  | 1960  | 1970  | 1980  | 1990  | 2000  |
| ----- | ----- | ----- | ----- | ----- | ----- |
| 1 379 | 1 374 | 1 360 | 1 331 | 1 207 | 1 591 |

| 2010  | - | - | - | - | - |
| ----- | - | - | - | - | - |
| 1 727 | - | - | - | - | - |

Selon le recensement de 2010, Pagosa Springs compte 1 727 habitants. La municipalité s'étend sur 4,88 milles carrés (12,64 km2).